# ناحیه کالیفرنیا، شهرستان فاکنر، آرکانزاس
ناحیه کالیفرنیا، شهرستان فاکنر، آرکانزاس (به انگلیسی: California Township) یک منطقهٔ مسکونی در ایالات متحده آمریکا است که در شهرستان فاکنر، آرکانزاس واقع شده‌است. ناحیه کالیفرنیا ۱٬۴۶۷ نفر جمعیت دارد و ۲۱۴ متر بالاتر از سطح دریا واقع شده‌است.

## جمعیت شناسی
بر اساس سرشماری سال 2000، 909 نفر، 274 خانوار و 204 خانواده در این شهرستان ساکن بودند. تراکم جمعیت 42.8 نفر در هر مایل مربع (16.5/km2) بود. 294 واحد مسکونی با تراکم متوسط 13.8 در هر مایل مربع (5.3/km2) وجود داشت. ترکیب نژادی شهرستان 95.38٪ سفیدپوست، 1.32٪ آفریقایی آمریکایی، 0.33٪ بومی آمریکایی و 2.97٪ از دو یا چند نژاد بود. اسپانیایی یا لاتین تبار از هر نژاد 0.44٪ از جمعیت را تشکیل می دادند.
تعداد 274 خانوار که 42.7 درصد دارای فرزند زیر 18 سال با آنها زندگی می کنند، 63.1 درصد متاهل زندگی می کنند، 6.2 درصد خانه دار زن بدون حضور شوهر و 25.2 درصد غیرخانواده بوده اند. 20.1٪ از کل خانواده ها را افراد تشکیل می دادند و 10.2٪ دارای فردی بودند که به تنهایی زندگی می کرد و 65 سال یا بیشتر داشت. متوسط بعد خانوار 3.30 و متوسط بعد خانوار 3.87 بود.
جمعیت در شهرستان پراکنده بود، با 40.5٪ زیر 18 سال، 9.2٪ از 18 به 24، 24.3٪ از 25 به 44، 15.5٪ از 45 تا 64، و 10.5٪ افراد 65 سال یا بیشتر. . میانگین سنی 25 سال بود. به ازای هر 100 زن، 109.4 مرد وجود داشت. به ازای هر 100 زن 18 ساله و بالاتر، 108.1 مرد وجود دارد.
متوسط درآمد یک خانوار در شهرستان 34545 دلار و درآمد متوسط برای یک خانواده 38304 دلار بود. درآمد متوسط مردان 27500 دلار در مقابل 20833 دلار برای زنان بود. درآمد سرانه برای این شهرستان 11341 دلار بود. حدود 21.3 درصد از خانواده ها و 31.8 درصد از جمعیت زیر خط فقر بودند، از جمله 46.5 درصد از افراد زیر 18 سال و 26.0 درصد از افراد 65 سال یا بیشتر.